# 71-й армейский корпус (вермахт)
71-й армейский корпус (нем. LXXI. Armeekorps), сформирован 26 января 1943 года.

## Боевой путь
В 1943—1945 годах — дислоцировался на севере Норвегии.

## Состав корпуса
В феврале 1943:
- 199-я пехотная дивизия
- 230-я пехотная дивизия
- 270-я пехотная дивизия

В марте 1945:
- 210-я пехотная дивизия
- 230-я пехотная дивизия
- 7-я горнопехотная дивизия

## Командиры корпуса
- С 26 января 1943 — генерал артиллерии Вильгельм Мозер
- С 15 декабря 1944 — генерал артиллерии Антон фрайхерр фон Маухенхайм (взят в британский плен 15 октября 1945)